# Centromyrmex feae
Centromyrmex feae är en myrart som först beskrevs av Carlo Emery 1889.  Centromyrmex feae ingår i släktet Centromyrmex och familjen myror.

## Underarter
Arten delas in i följande underarter:
- C. f. ceylonicus
- C. f. feae
- C. f. greeni

## Bildgalleri

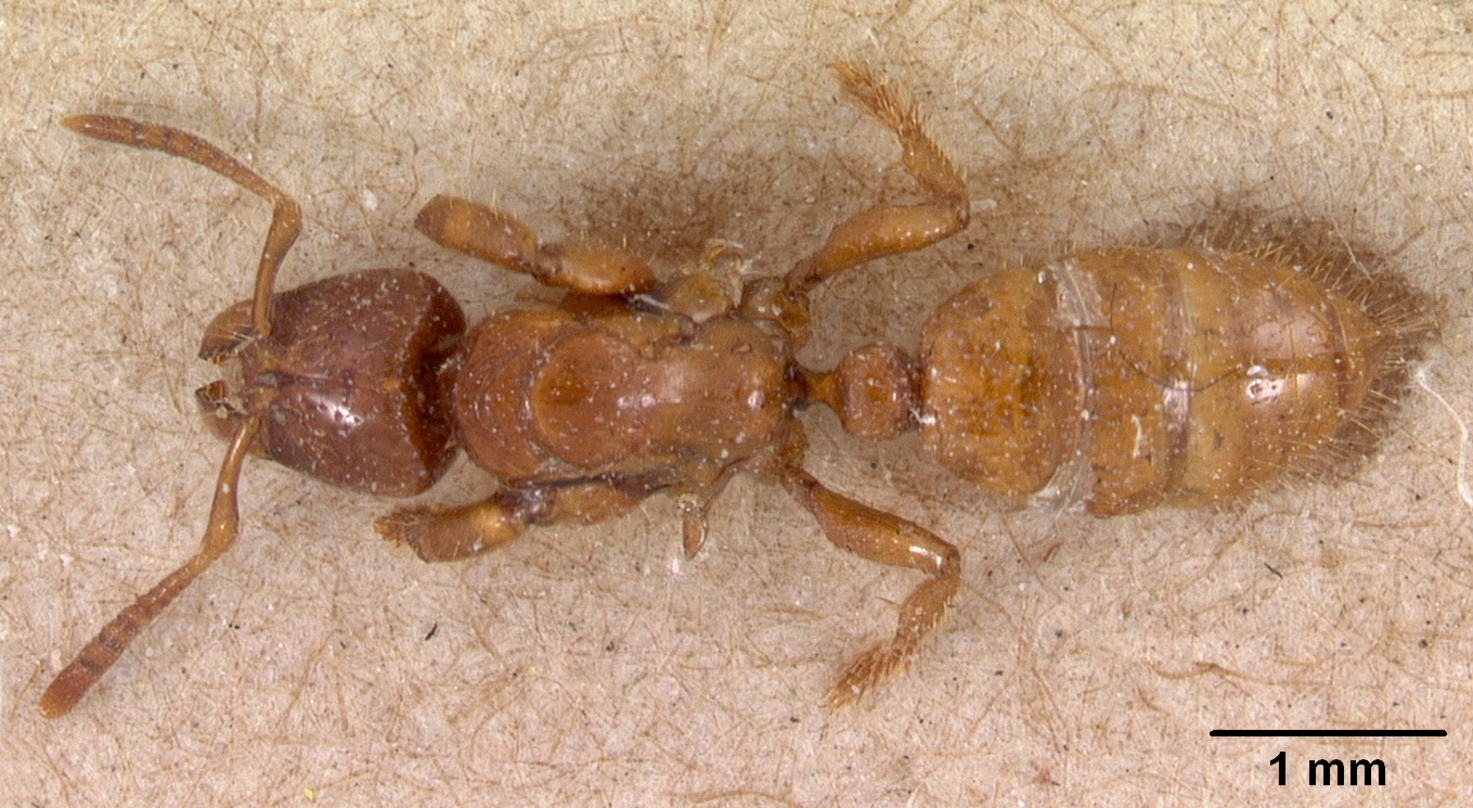
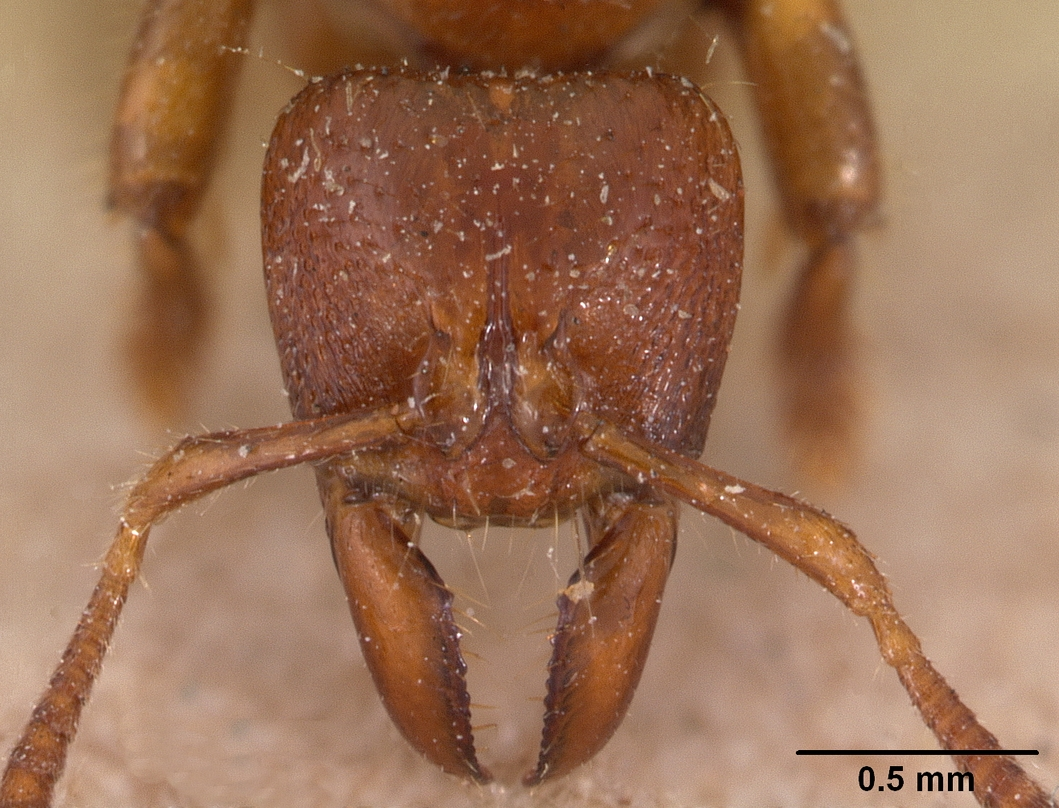
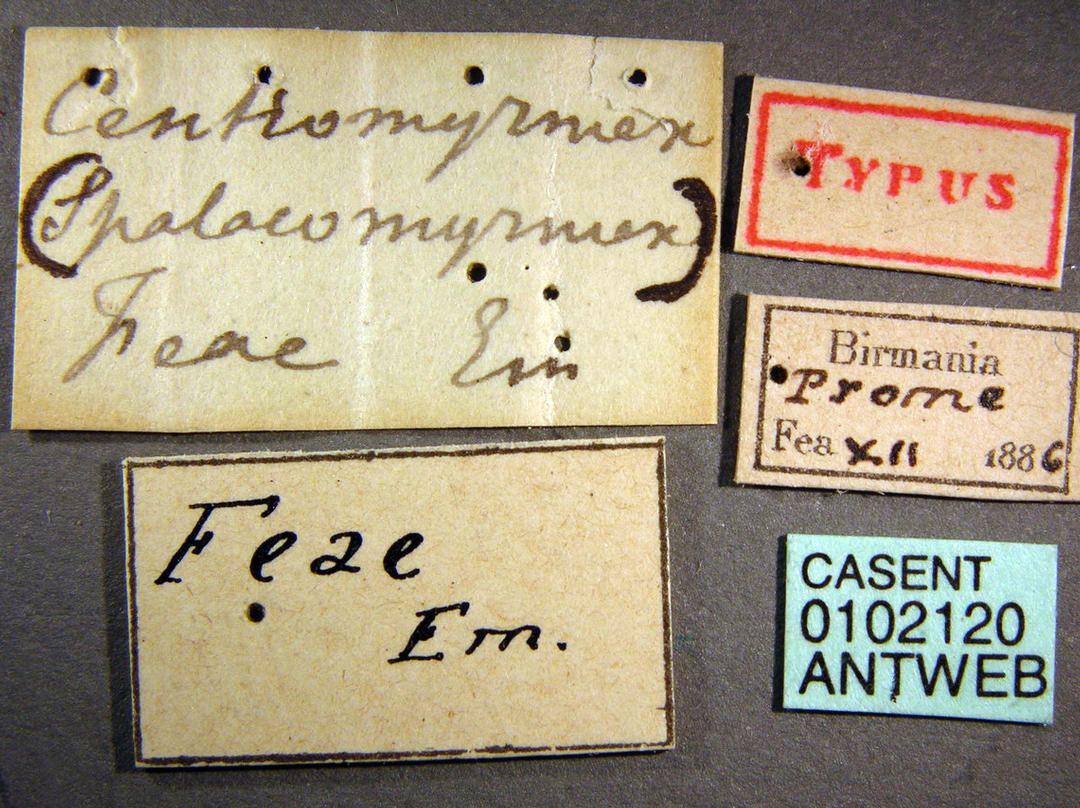
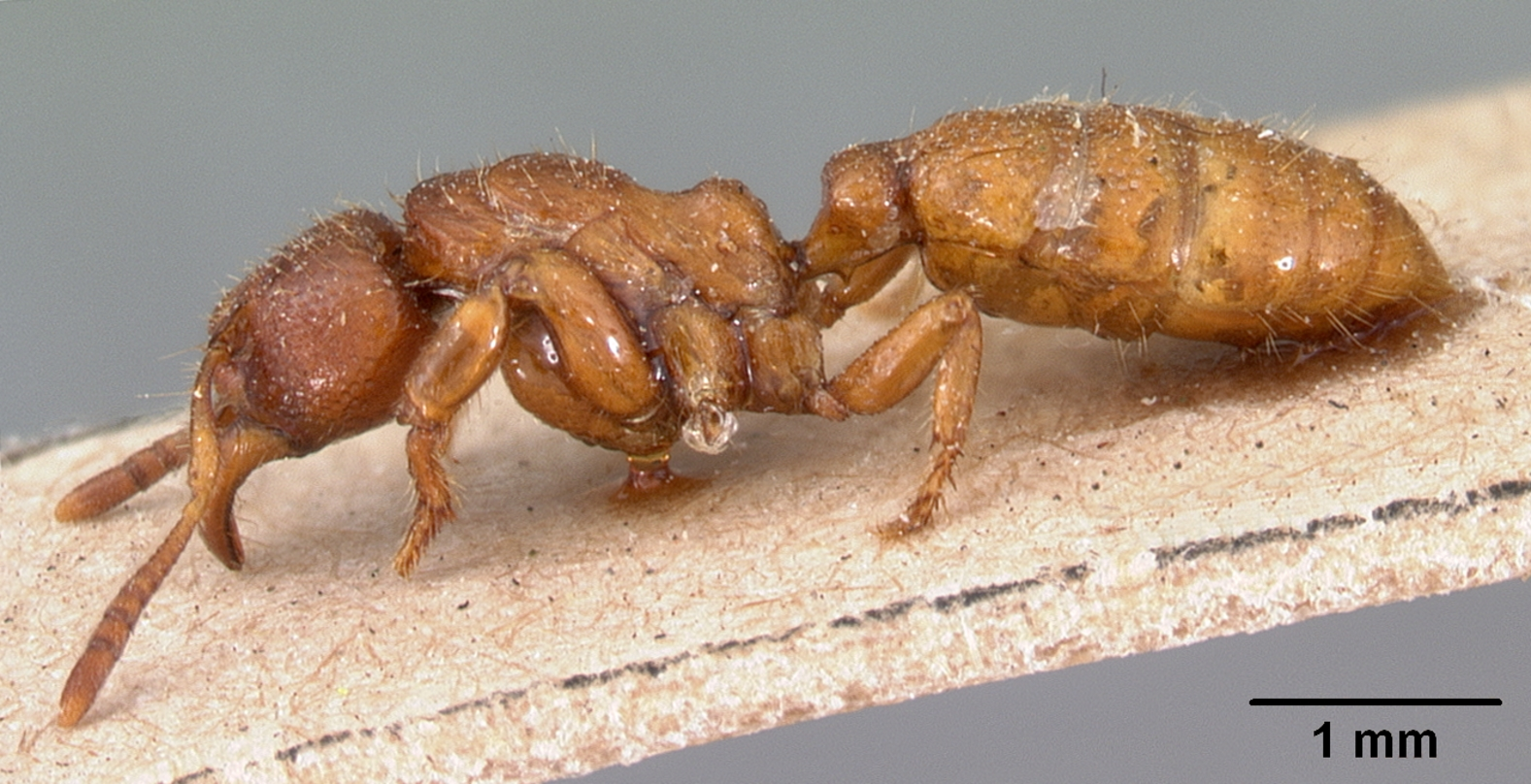
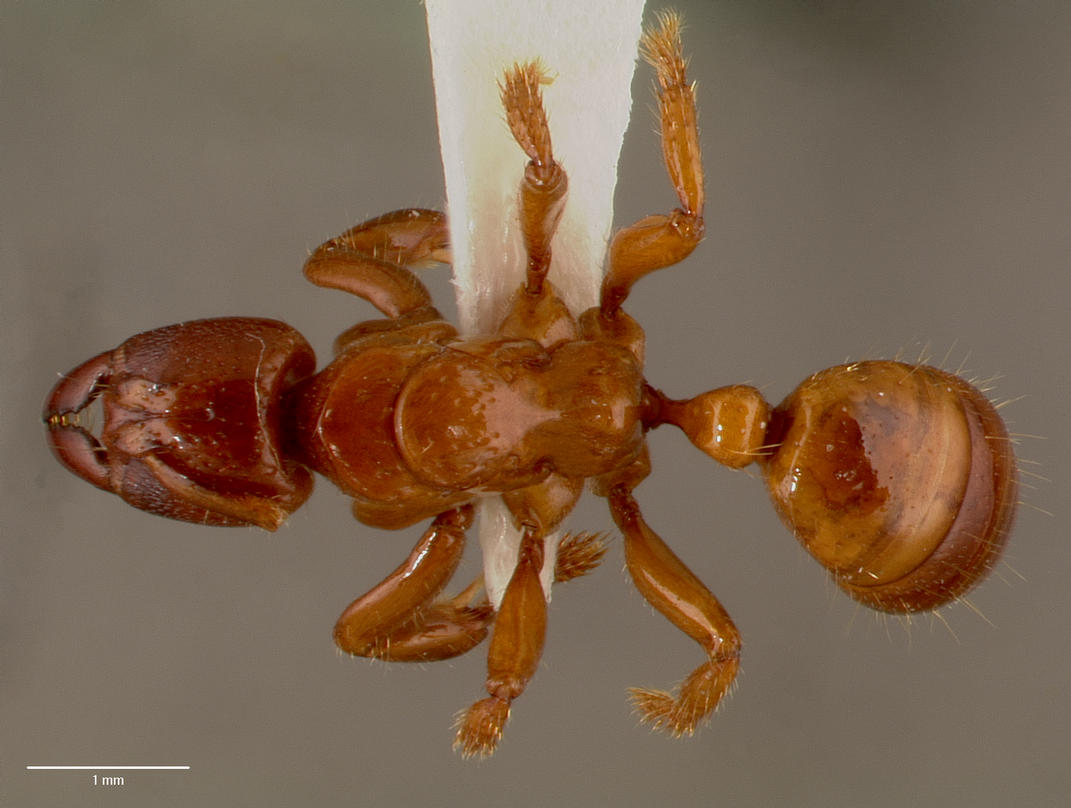
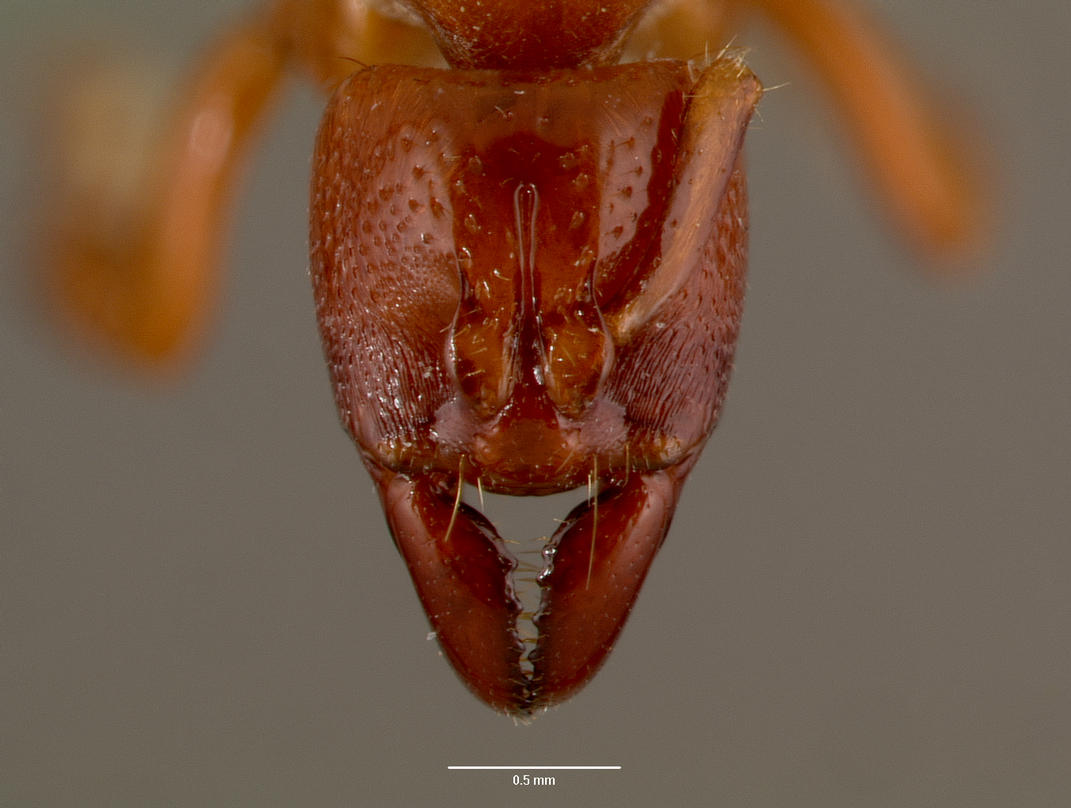